# Levuka FC
El Levuka Football Club fue un club que participó la Segunda División de Fiyi, la segunda categoría de Fiyi.

## Historia
El club fue fundado el 1938 en Levuka, Fiyi. Dado que Levuka fue el primer asentamiento europeo permanente en Fiyi, el fútbol se jugó sin duda por primera vez en Levuka. Los equipos de Fiyi comenzaron a jugar fútbol competitivo en 1904 cuando se jugó el primer Torneo Interdistrital de Fijian en Nasau Park, Levuka, durante las celebraciones que conmemoraron el jubileo de oro de Cession. Los equipos jugaron para la Copa Ricarnie que ganó el equipo Sawani de Naitasiri. Al año siguiente, Bau FC ganó la copa. Los jugadores jugaban descalzos y confiaban en la velocidad y la resistencia. Otros equipos para competir en el torneo fueron Shamrock de Suva, Kadavu FC (de Suva), Lomaiviti FC (de Suva) y Ovalau FC (de Levuka).
Levuka organizó una competencia local en 1932 y estos clubes formaron la Asociación de Fútbol Indio Levuka en 1938, bajo la presidencia de Krishna Franklin. Levuka fue uno de los miembros fundadores de la Asociación de Fútbol Indígena de Fiyi en Suva en 1938. En 1943, Levuka organizó la competencia en la Campeonato de Fútbol Interdistrital de Fiyi por única vez.
El Levuka F.C. a lo largo de los años, no se ha desempeñado tan bien como otros equipos y en los últimos tiempos ha tenido dificultades para formar equipos en competiciones nacionales.

## Vestuario
Su uniforme incluye camisa a rayas azules y blancas.

## Palmarés
- Segunda División de Fiyi: 1

1991

## Rerefencias
1. ↑  Fundación

- Datos: Q6535859